# DAHLIA (음반)
《DAHLIA》는 X JAPAN(엑스 재팬)의 다섯 번째 정규 앨범이다. 1996년 11월 4일에 발매되었다.
원래 엑스 재팬의 세계 데뷔 작품으로서 제작되었던 것이며, 본래의 구상으로는 일어 가사 외에 영어 가사로 발매되어야 할 작품이다. 그러나 토시의 영어 발음의 문제나 요시키의 지병에 의해 레코딩은 장기화되어 세계 데뷔를 단념하게 된다. 또한 레코드 회사와의 관계 악화에 의한 자금부족 등이 겹쳐 93년 이후의 녹음 작품을 싱글 발매, 요시키는 사비를 털어 레코딩을 속행했지만 일본어판의 완성조차 안보이는 상태로 작업이 계속되었다.
1993년 이후의 엑스 재팬의 싱글곡은 전과 같은 빠른 속도의 곡은 거의 존재하지 않고, 거의 발라드 중심의 곡 제작으로 바뀌었다. 이것은 요시키의 지병 악화에 의한 것으로 보인다.

## 수록곡
1. DAHLIA (요시키 작사·곡)
2. SCARS (히데 작사·곡)
3. Longing ~중단된 melody~ (Longing 〜跡切れたmelody〜) (요시키 작사·곡)
4. Rusty Nail (요시키 작사·곡)
5. White Poem I (요시키 작사·곡)
6. CRUCIFY MY LOVE (요시키 작사·곡)
7. Tears (요시키 작곡, 시라토리 히토미 & 요시키 작사)
8. WRIGGLE (파타 & 히스 작곡)
9. DRAIN (히데 작곡, 히데 & 토시 작사)
10. Forever Love(Acoustic Version) (요시키 작사·곡)